# Парис Кукулопулос
Параскевас (Парис) Кукулопулос (на гръцки: Παρασκευάς (Πάρις) Δημητρίου Κουκουλόπουλος) е гръцки политик от Общогръцкото социалистическо движение (ПАСОК), член на Изпълнителния и на Политическия съвет на партията.

## Биография
Роден е в 1956 година в македонския град Кожани. Завършва като инженер химик Политехническото училище на Солунския университет (1974-1979). Още като студент се занимава с политика и е председател на асоциациите Студенти на ном Кожани (1976-1977) и на Студентската асоциация на инженерите химици (1978-1979). Кукулопулос е сред основателите на ПАСОК в ном Кожани. В 1986 година е избран за общински съветник и за председател на демовия съвет през 1989-1990 г. В 1990 година е избран за кмет на родния си град и е преизбиран в 1994, 1998, 2002 и 2006 г. В 1999 година става първият избран президент на Централния съюз на демите в Гърция и е преизбран в 2003 г. Избран е за депутат на изборите от 4 октомври 2009 година. На 27 юни 2011 година е назначен за заместник-министър на вътрешните работи в правителството на Георгиос Папандреу и заема поста до 17 май 2012 година. Избран е за депута на изборите на 6 май и на 17 юни 2012 година. От юли 2012 година е координатор и организационен секретар на ПАСОК.